# هانوور (ماساچوست)
هانوور(به انگلیسی: Hanover) شهرکی در شهرستان پلیموت ایالت ماساچوست می‌باشد که در سال ۱۷۲۷ بنیان‌گذاری شده‌است. این شهرک در سرشماری سال ۲۰۱۰ میلادی، ۱۳٬۸۷۹ نفر جمعیت داشته‌است.